# Guido Gratton
Pour les articles homonymes, voir Gratton.
Guido Gratton (né le 23 septembre 1932 à Monfalcone, dans le Frioul-Vénétie Julienne, et mort le 26 novembre 1996 à Bagno a Ripoli) était un footballeur italien des années 1950.

## Biographie
En tant que milieu, Guido Gratton fut international italien à 11 reprises (1953-1959) pour 3 buts.
Il fit partie des joueurs sélectionnés pour la Coupe du monde de football de 1954, mais il ne joua aucun match. De plus, l'Italie est éliminée au premier tour.
Il inscrivit un but en éliminatoires de la Coupe du monde 1958 contre le Portugal (3-0), néanmoins l'Italie ne se qualifia pas pour la phase finale.
Il joua dans différents clubs italiens (Parme AS, AC Vicence, AC Côme, AC Fiorentina, AC Naples et Lazio Rome) et remporta le championnat italien en 1956 avec la Fiorentina. Il fut finaliste de la Ligue des champions en 1957, battu en finale par le Real Madrid.

## Clubs
- 1949-1950 :  Parme AS
- 1950-1952 :  AC Vicence
- 1952-1953 :  AC Côme
- 1953-1960 :  AC Fiorentina
- 1960-1961 :  AC Naples
- 1961-1962 :  Lazio Rome

## Palmarès
- Championnat d'Italie de football
  - Champion en 1956
  - Vice-champion en 1957, en 1958, en 1959 et en 1960
- Coupe d'Italie de football
  - Finaliste en 1958 et en 1960
- Coupe des clubs champions européens
  - Finaliste en 1957